# Moerasvrouw

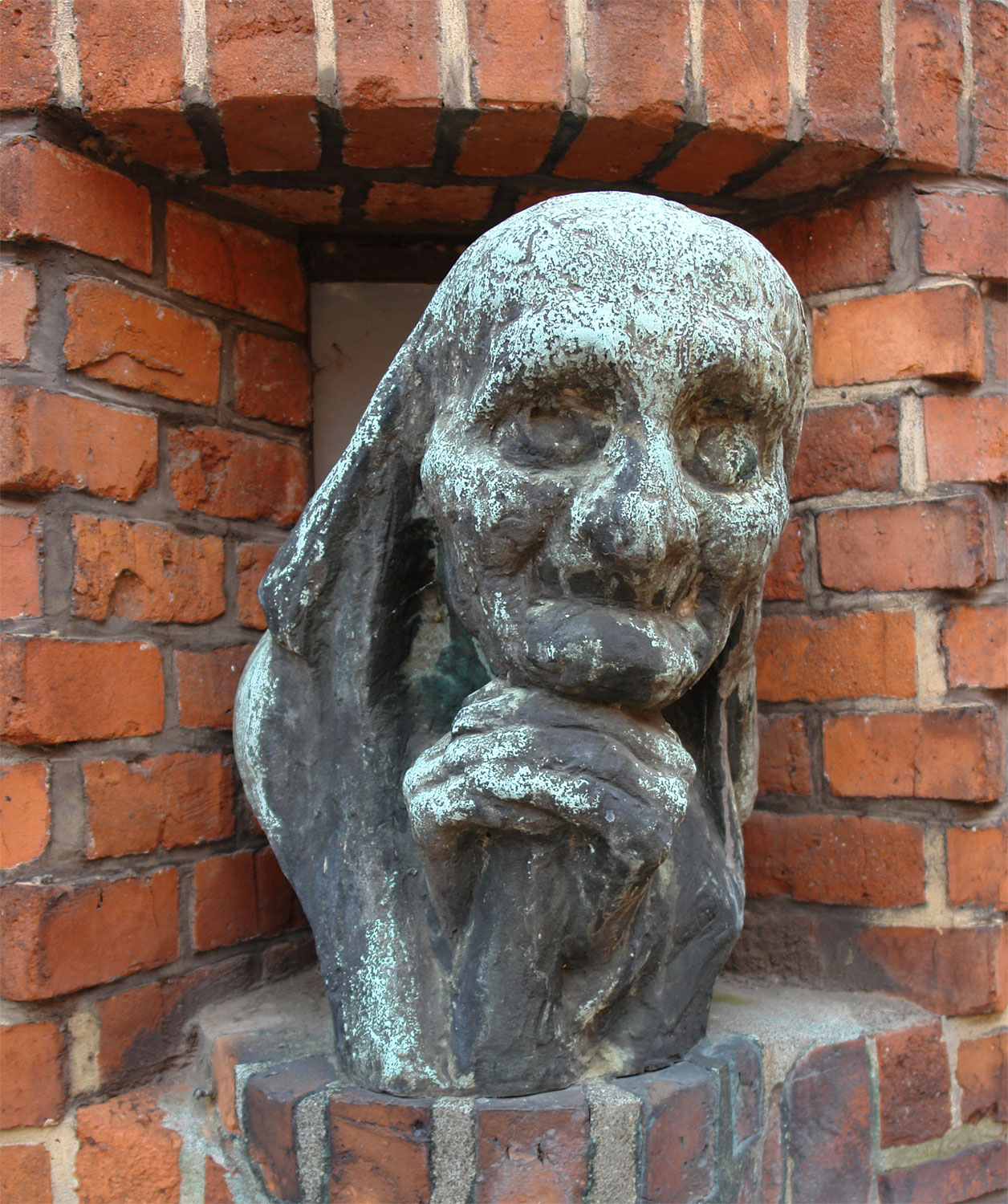
Moorfrau (moerasvrouw) in Bremen

Het moerasvrouwtje is een wezen dat voorkomt in volksverhalen en sprookjes. Het moerasvrouwtje brouwt de dampen en nevels boven het moeras. Ze heerst over de onderwereld. Ze is een soort heks of tovenares en de tante van de elfen. Ze lokt mensen naar haar moeras.
Het moerasvrouwtje komt voor in:
- Het meisje dat op het brood ging staan, De dwaallichtjes zijn in de stad en Elfenheuvel van Hans Christian Andersen
- Faith en het verhaal van de moerasvrouw, Charles Johnson
- Mosekonens Bryg (De moerasmensen), I.S. Olsen
- Das Geheimnis der Moorfrau, Kathrin Sander
- De moerasvrouw, Rien Broere

Het moerasvrouwtje heeft overeenkomsten met Vrouw Holle die heerst over de alven en kabouters (als zij haar kussen uitklopt, gaat het sneeuwen op aarde), de witte wieven en dwaallichtjes.